# Lyon County, Minnesota
Lyon County är ett administrativt område i delstaten Minnesota i USA, med 25 857 invånare. Den administrativa huvudorten (county seat) är Marshall.

## Politik
Lyon County har under senare år tenderat att rösta republikanskt. Republikanernas kandidat har vunnit området i samtliga presidentval under 2000-talet.

## Geografi
Enligt United States Census Bureau har countyt en total area på 1 869 km². 1 850 km² av den arean är land och 19 km² är vatten.     

### Angränsande countyn
- Yellow Medicine County - norr
- Redwood County - öst
- Murray County - syd
- Pipestone County - sydväst
- Lincoln County - väst